# Wanfu si
Wanfu si (chiń. 万福寺) – chiński klasztor buddyjski szkoły chan położony w prowincji Fujian. Znany także pod nazwą Huangbo oraz Huangbo Weifu si. 

## Historia klasztoru
Klasztor został wybudowany przez mnicha Zhenggana w 798 roku na górze Huangbo w prowincji Fujian. Był to od razu klasztor chan, gdyż Zhenggan pochodził z Linii przekazu Szóstego Patriarchy Huinenga. Przyszły klasztor powstał najpierw jako pustelnia pod nazwą Boruotang. Jednak już wkrótce została rozbudowana i po staniu się regularnym klasztorem, zmieniono nazwę na Jianfu. 
W IX wieku przebywał w tym klasztorze wielki mistrz chan Huangbo Xiyun (zm. 850). Później klasztor zaczął podupadać. Na początku dynastii Ming, bo w 1390 r. klasztor został odrestaurowany przez mistrza chan Daixiu (bd). Jednak w 1555 r. został całkowicie spalony podczas rebelii. W latach 1567–1572 opatem zrujnowanego klasztoru był mistrz chan Zhengyuan Zhongtian (bd), który pragnął zrekonstruować klasztor, jednak zamiast starać się o środki finansowe na ten cel, całą energię poświęcił na petycje, aby władze pekińskie przyznały klasztorowi Tripitakę. Jego dwaj najwybitniejsi uczniowie: Xingshou Jianyuan (bd) i Xingci Jingyuan (bd) kontynuowali starania mistrza i w końcu w 1612 r. otrzymali chińską edycję Tripitaki.
W 1630 r. opatem zrujnowanego klasztoru został Miyun Yuanwu (1566–1642), który rozpoczął jego odbudowę. W 1633 r. przekazał Dharmę swojemu uczniowi Feiyinowi Tongrongowi (1593–1661). W 1637 r. Feyin przekazał funkcję opata swojemu spadkobiercy Yinyuanowi Longqiemu (1592–1673). Pełnił on tę funkcję w latach 1637–1642, kiedy to zrezygnował z funkcji opata po śmierci mistrza Miyuna. W 1646 r. został jednak ponownie opatem klasztoru i funkcję tę pełnił do swojego wyjazdu do Japonii w 1654 r. Jego następcą został Huimen Rupei (1615–1664).
Opaci Wanfu si nie tylko odbudowali klasztor, ale przede wszystkim rewitalizowali styl chanu w tej linii przekazu. W nauczaniu stosowali wszystkie znane metody szkoły linji takie jako gong’any, uderzenia, okrzyki itd. Równocześnie jednak, aby dotrzymać kroku synkretycznej naturze ówczesnego buddyzmu chińskiego, wprowadzili do praktyki także elementy szkoły Czystej Krainy, tiantai a nawet niektóre praktyki wiar ludowych.
Uważali, że ich linia przekazu Dharmy jest najzupełniej ortodoksyjną linią przekazu od samego mistrza Linji Yixuana. Nazywali więc swoją tradycję Linji zhengzong (prawdziwą szkołą linji) lub Linji zhengchuan. Miyun, Feiyin i Yinyuan uważali siebie za 30, 31 i 32 pokolenie mistrzów od mistrza Linji.
Mistrzowie ci nie uważali się więc za żadną, różną od linji, szkołę. Szkoła huangbo (jap. ōbaku) w Chinach nie istniała, a więc nie została przeniesiona do Japonii, tylko założona w Japonii przez mistrza chan Yinyuana Longqiego.
W XVII wieku związany z tym klasztorem był mnich-malarz Yiran Xingrong (1601–1668). W 1644 roku udał się do Japonii, gdzie stał się reprezentantem stylu obaku. Ponieważ był malarzem prowincjonalnym (z Fujian), jego malarstwo przejawiało cechy prowincjonalne.
Nauki chan klasztoru Wanfu zostały przeniesione do Japonii i znane są jako szkoła ōbaku. Klasztor Wanfu był wzorem dla japońskiego klasztoru tej szkoły Ōbaku san Mampuku-ji czyli Huangbo Shan Wanfusi (klasztor Wanfu na górze Huangbo 黄檗山萬福寺).
Obecnie klasztor jest jedną ze 142 głównych świątyń Chin.

## Obiekty
- siedem stup

## Adres klasztoru
- Wanfusi, Yuxi Town, Fuqing, Fujian, 350307, China